# 방가반두 국립경기장
방가반두 국립경기장(벵골어: বঙ্গবন্ধু জাতীয় স্টেডিয়াম, 영어: Bangabandhu National Stadium)은 방글라데시의 수도인 다카에 위치한 다목적 경기장으로 수용 인원은 36,000명이다.

## 주요 용도
방글라데시 축구 국가대표팀과 방글라데시 프리미어리그 소속 축구 클럽인 아바하니 리미티드 다카와 모하메단 스포르팅 클럽의 홈 구장이자 크리켓 경기장으로도 사용되고 있는 곳이기도 하며 특히 이곳에서 2006년 AFC 챌린지컵, 2010년 남아시아 경기 대회, 2011년 크리켓 월드컵, 2018년 SAFF 챔피언십 등이 개최되었다.

## 같이 보기
- 방글라데시 축구 연맹
- 방글라데시 축구 국가대표팀
- 방글라데시 여자 축구 국가대표팀
- 방글라데시 U-23 축구 국가대표팀